# Glušac
Glušac är en kulle i Bosnien och Hercegovina.   Den ligger i entiteten Federationen Bosnien och Hercegovina, i den södra delen av landet, 110 km söder om huvudstaden Sarajevo. Toppen på Glušac är 550 meter över havet, eller 83 meter över den omgivande terrängen. Bredden vid basen är 1,00 km.
Terrängen runt Glušac är huvudsakligen lite kuperad.Runt Glušac är det ganska glesbefolkat, med 45 invånare per kvadratkilometer.. Närmaste större samhälle är Neum, 14,7 km väster om Glušac. 
Trakten runt Glušac består i huvudsak av gräsmarker.